# Chelipoda ferocitrix
Chelipoda ferocitrix är en tvåvingeart som beskrevs av Adrian R.Plant 2007. Chelipoda ferocitrix ingår i släktet Chelipoda och familjen dansflugor. Inga underarter finns listade i Catalogue of Life.